# Maciej Strubicz

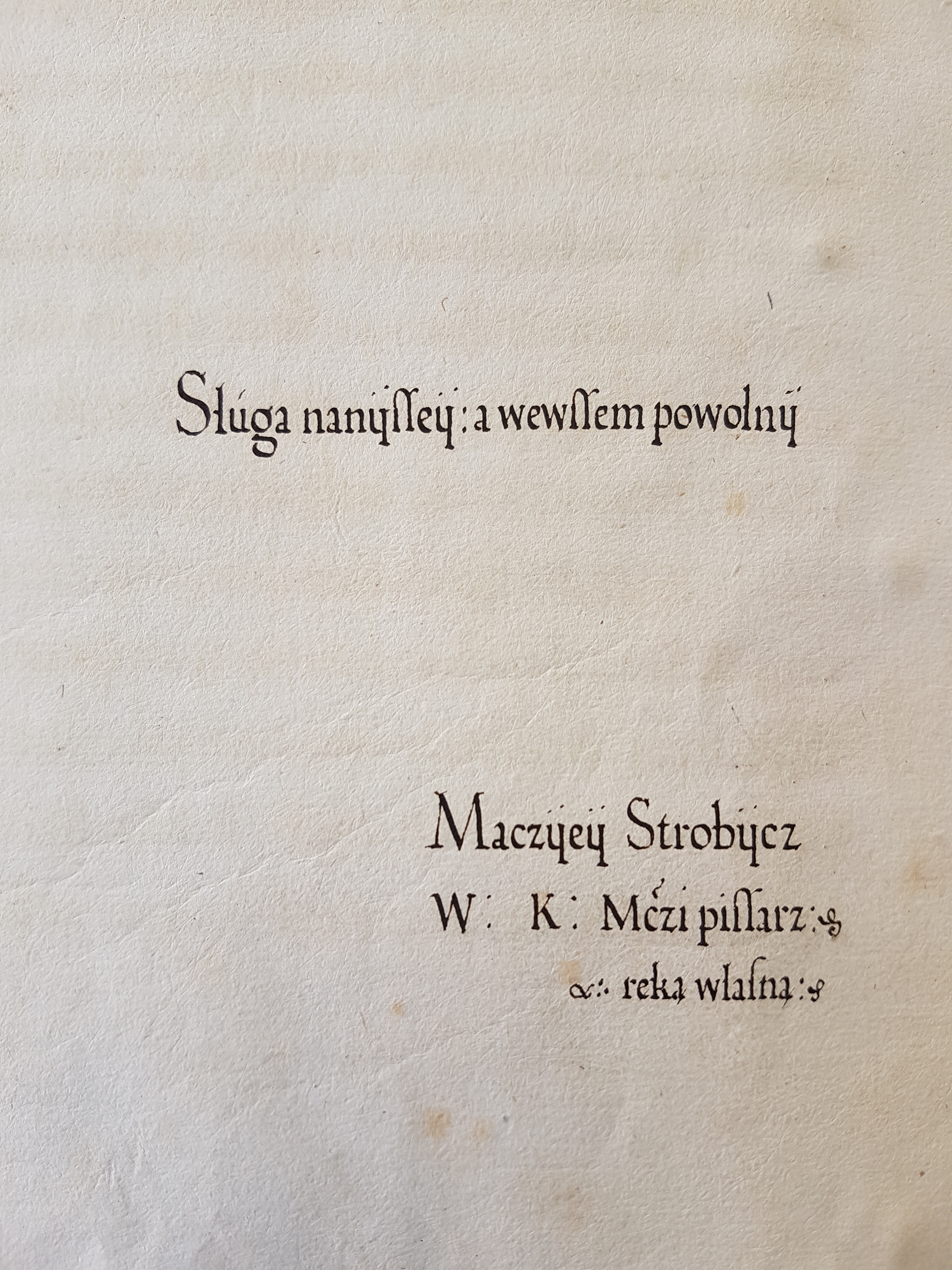
Podpis Macieja Strubicza pod listem dedykacyjnym dla króla Zygmunta Augusta: "Sługa naniższy a we wszem powolny Maciej Strobicz, waszej królewskiej mości pisarz, ręką własną"; Albrecht Hohenzollern, Księgi o rycerskich rzeczach a sprawach wojennych, przeł. M. Strubicz, Wilno 1561, Biblioteka Czartoryskich, rękopis 1813 IV:

Maciej Strubicz, także Maciej Strobicz (ur. ok. 1530, zm. ok. 1604) – polski szlachcic, kartograf i geograf.

## Życiorys
Maciej Strubicz pochodził ze śląskiej rodziny Strubitzów. Jego przodkiem był Hans Strubicz (zm. 1568), którego epitafium zachowało się w kościele św. Jakuba w Nysie. Strubicz był sekretarzem Zygmunta II Augusta. W 1561 przełożył dla króla traktat wojskowy Albrechta Hohenzollerna Księgi o rycerskich rzeczach a sprawach wojennych. Przekład ten, wchodzący w skład biblioteki Zygmunta Augusta, zachował się jako luksusowy rękopis.
Za panowania Stefana Batorego, którego był sekretarzem, przygotował na potrzeby kampanii połockiej mapy terenów walk, obejmującą część Wielkiego Księstwa Litewskiego, Wielkiego Księstwa Moskiewskiego oraz Inflanty. Około 1581 roku opracował mapę tych terenów opublikowaną w Kolonii przez Marcina Kromera w 1589 roku. Po przyłączeniu Inflant wykonał w 1582 roku nową wersję tej mapy. Z 1581 roku pochodzi inna mapa opracowana prawdopodobnie przez Strubicza obejmująca tereny Rosji między Pskowem a Moskwą, opublikowana przez Gerarda Mercatora jako Russiae pars amplificata w jego Atlasie (1595).
Strubicz jest także autorem opisu Inflant, wydanego w 1727 roku.

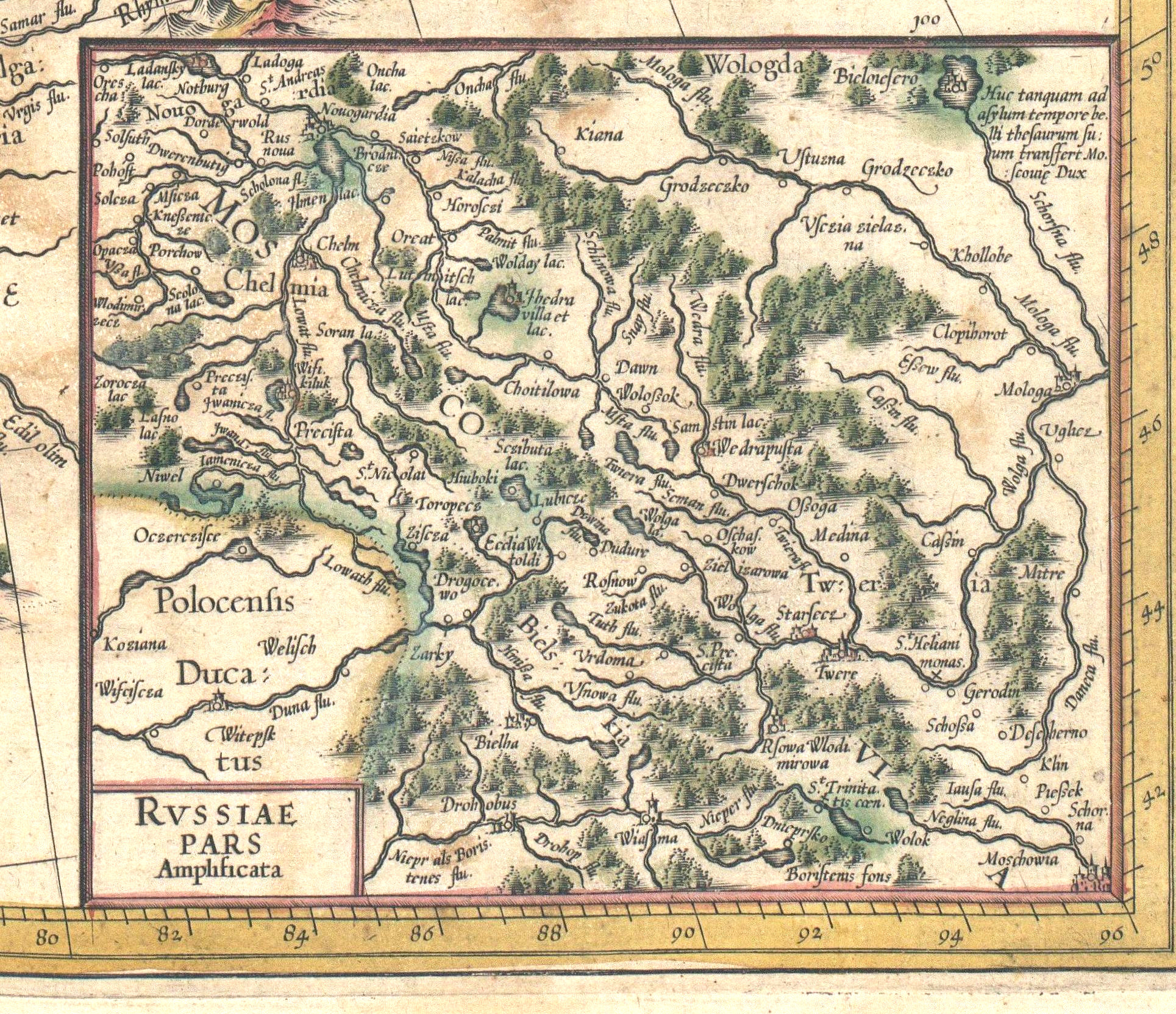
Maciej Strubicz, mapa terenów między Nowogrodem/Pskowem a Moskwą wykorzystana w Atlasie Gerarda Mercatora (I wydanie 1595, na reprodukcji przedruk z 1613 roku) jako Russiae pars amplificata (Powiększona część Rosji).

Był on też autorem generalnej mapy Polski, która nie zachowała się. Po wojnie opracował w latach 1585–1599 mapę Wielkiego Księstwa Litewskiego (tzw. Mapa radziwiłłowska) dla Mikołaja Krzysztofa Radziwiłła „Sierotki”, która została wydana w 1613 roku. Jako kartograf pracował także dla Jana Zamoyskiego.
W 1583 roku Strubicz został nobilitowany w Warszawie, został wówczas adoptowany przez kasztelana radomskiego Gabriela Tarłę i starostę lubelskiego Jana z Tęczyna. Nadano mu wówczas herb własny Strubicz.